# Barbut becgroc occidental

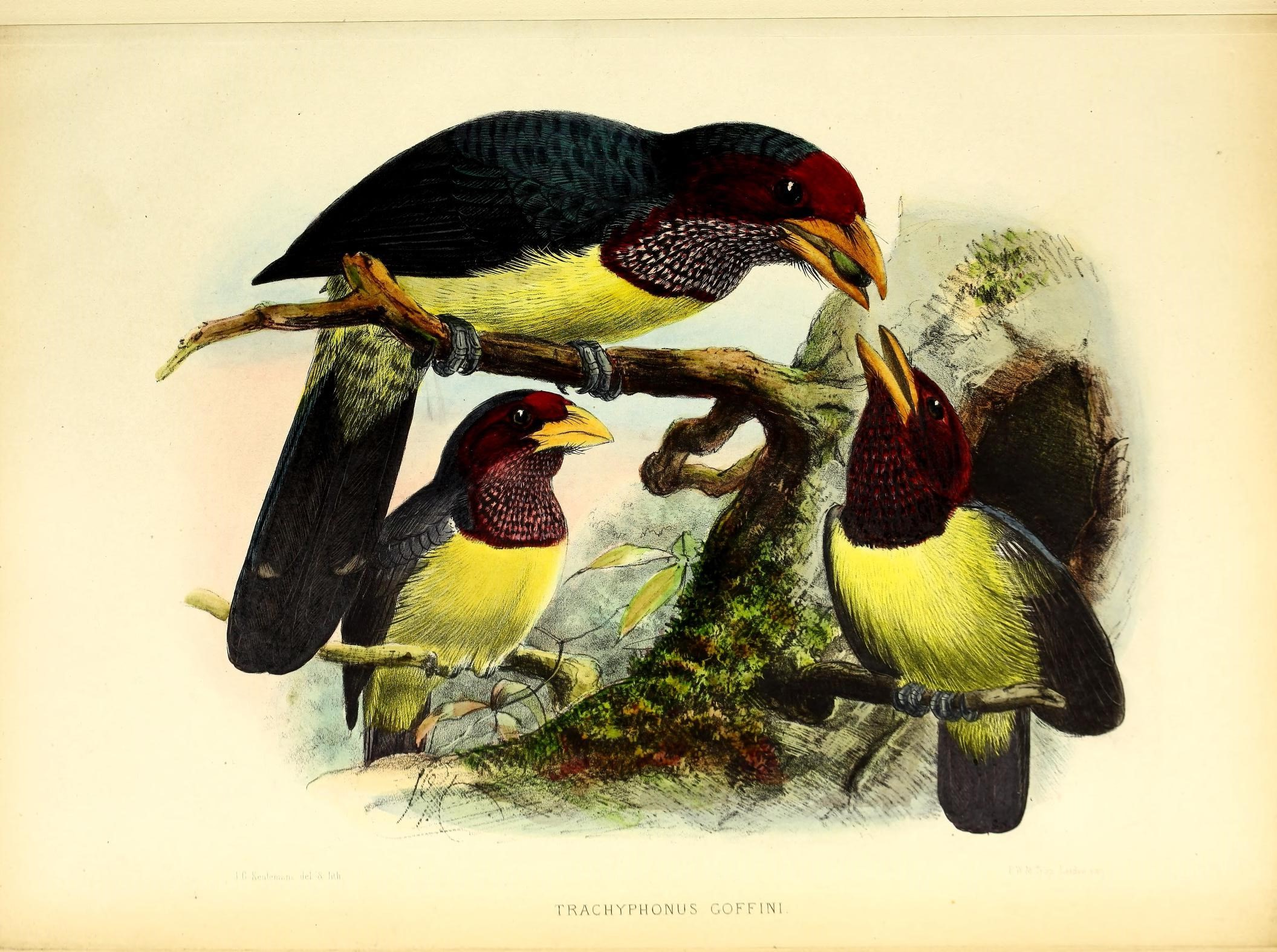
Dibuix d'un especimen de Barbut becgroc occidental.

El barbut becgroc occidental (Trachylaemus goffinii) és una espècie d'ocell de la família dels líbids (Lybiidae) que ha estat considerat coespecífic amb el barbut becgroc oriental. 

Habita boscos i clarianes des de Sierra Leone fins a Ghana.